# 华尔特·李格

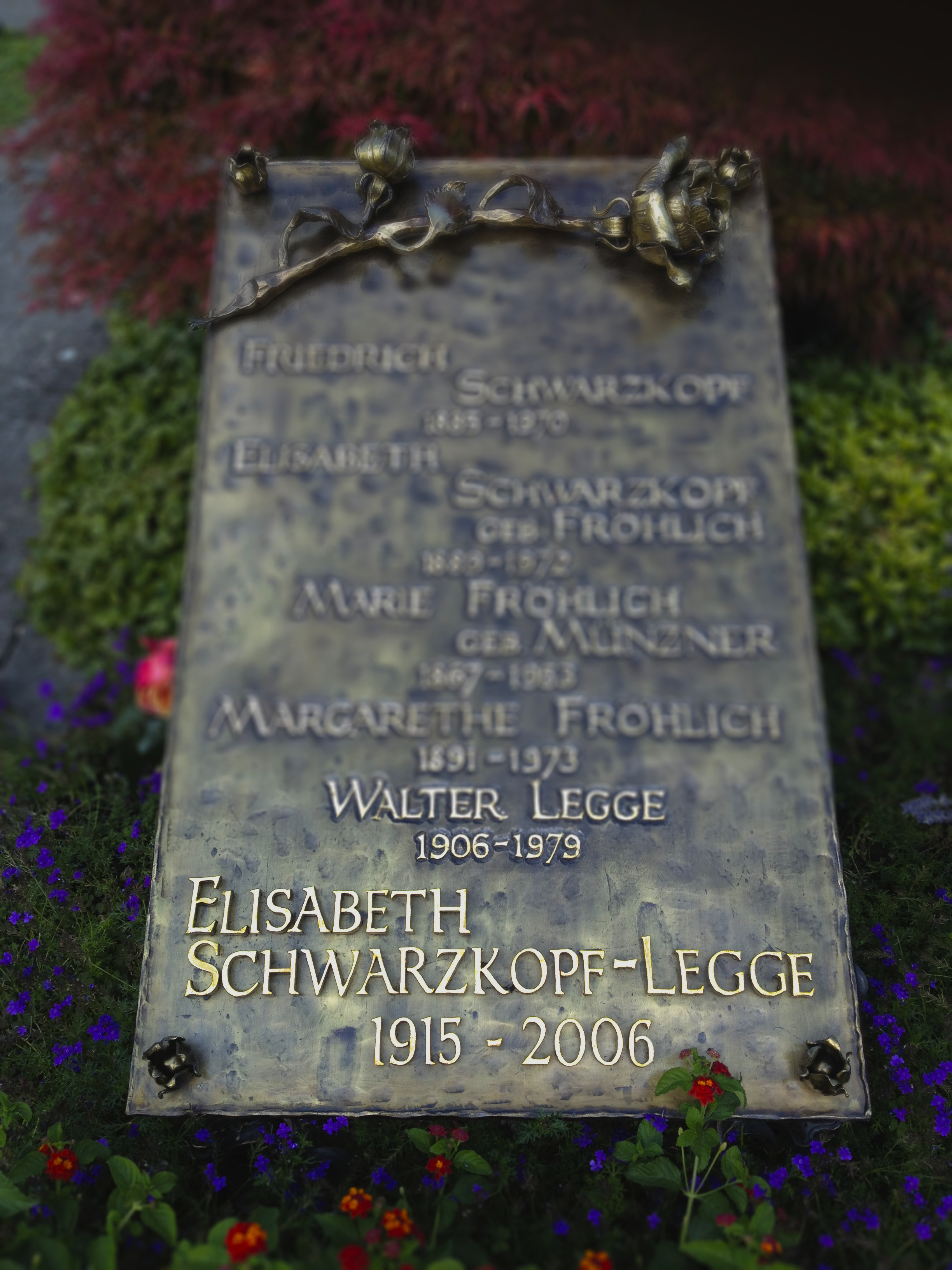
华尔特·李格之墓

华尔特·李格（英語：Walter Legge；1906年6月1日—1979年3月22日）是一位英国古典音乐制作人。他在1947年为EMI觅得了卡拉扬和富特文格勒，两人正是在前者的帮助下才走出二战的阴影，并在消灭纳粹化过程后，转入唱片录制的黄金时代。他的妻子伊丽莎白·施瓦茨科普夫也是他的合作对象。但受过他帮助的还有保罗·辛德米特和奥托·克伦佩勒，两人正是这样才得以从事战前的辉煌事业。他帮助了当时年轻的沃尔夫冈·萨瓦利希。1964年他成立了爱乐乐团。李格过身后，施瓦兹科波夫写了一本关于他的传记《我丈夫的声音》（Die Stimme meines Herrn）。

## 生平
李格出生於倫敦，16歲完成學業，但他未曾接受過正規的音樂教育。1934年他與汤玛斯·比彻姆結識，後者對他的能力表示欣賞，在比彻姆的安排下，李格成為皇家歌劇院的助理藝術指導。

## 外部連結
- 华尔特·李格的Discogs页面（英文）